# Îles Ildefonso
Les îles Ildefonso (en espagnol : Islas Ildefonso) constituent un archipel appartenant au Chili. Elles font partie de la commune du Cap Horn, dans la province de l'Antarctique chilien. Elles se trouvent à 96 kilomètres à l'ouest de l'île Hermite, proche de la Terre de Feu, et à 93 kilomètres au nord-nord-ouest des îles Diego Ramirez. 
Ces îles sont, tout comme le cap Horn, nommées par Diego Ramírez de Arellano, le pilote de l'expédition Garcia de Nodal qui visite la région en 1619.
Les îles sont également reconnues zone importante pour la conservation des oiseaux.

## Description

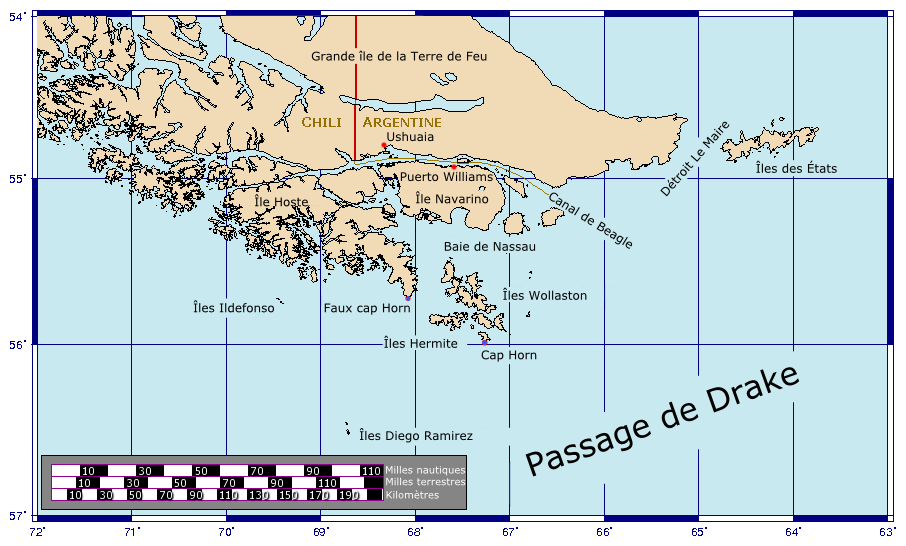
Carte montrant l'emplacement des îles Ildefonso.

Elles sont au nombre de neuf, réparties en deux groupes, et s'étendent sur environ six kilomètres dans une direction nord-ouest. Au total, leur superficie est d'environ 0,2 km2, dont plus de la moitié pour l'îlot principal, situé au sud de l'archipel, qui a une longueur de 970 mètres pour 80 à 200 mètres de large.
Ces îles, rocheuses et escarpées, sont recouvertes de Poa flabellata. Elles sont habitées par des gorfous sauteurs et des manchots de Magellan, ainsi qu'une colonie d'albatros à sourcils noirs et quelques albatros à tête grise.